# آشور-نیراری دوم
آشور-نیراری دوم (انگلیسی: Ashur-nirari II); شصت‌ و هشتمین پادشاه آشور بود که حدود ۱۴۲۴–۱۴۱۸ ق. م یا ۱۴۱۴–۱۴۰۸ ق. م یعنی در انتهای دورهٔ آشور کهن حکومت می‌کرد.